# ENOB
L'ENOB (dall'inglese Effective Number of Bits, ovvero Numero di bit effettivi) è un parametro usato per misurare la qualità di un segnale digitalizzato. Solitamente, per esprimere la risoluzione di un ADC o di un DAC viene indicato il suo numero di bit N: questo corrisponde a dire che quel convertitore è in grado di produrre (DAC) o di distinguere (ADC)  {\displaystyle 2^{N}} ampiezze diverse del segnale. Nella realtà, qualunque segnale elettrico contiene una certa quantità di rumore: se il convertitore avesse un LSB (least significant bit) minore del livello di rumore del segnale, la sua precisione sarebbe inutilmente elevata: gli ultimi bit prodotti (o acquisiti) sarebbero infatti totalmente casuali, in quanto dipenderebbero esclusivamente dal rumore.

## Definizione
Normalmente, l'ENOB viene definito come 
{\displaystyle \mathrm {ENOB} ={\frac {\mathrm {SINAD} -1.76}{6.02}}},
in cui tutti i valori sono dati in dB, e il SINAD è il rapporto tra la potenza del segnale utile e quella del rumore più distorsione.
Sfruttando questa definizione, possiamo rappresentare un ADC o un DAC come un dispositivo ideale, con un numero di bit pari a ENOB, solitamente minore del numero di bit reale del convertitore.